# Enrique Angelelli
Enrique Angelelli (Córdoba, 18 de julho de 1923 — 5 de agosto de 1976) foi um bispo católico argentino. Em 24 de agosto de 1968, assumiu o cargo de bispo da Diocese de La Rioja.
Sua ação pastoral foi inspirada pelos documentos do Concílio Vaticano II, da Segunda Conferência Geral do Episcopado Latino-Americano e da Declaração de San Miguel. Realizou um trabalho que o tornou conhecido como o "bispo dos pobres".

## Biografia
Em sua primeira declaração como bispo afirmou: 
| “ | Não venho para ser servido, mas sim para servir. Servir a todos, sem distinção alguma, nem de classes sociais, nem de modos de pensar ou de crer. Como Jesus, quero ser servidor dos nossos irmãos, os pobres. | ” |

 e 
| “ | Acaba de chegar um homem do interior, que fala uma linguagem também do interior. Um homem que quer identificar-se e comprometer-se com vocês. Sou o bispo de vocês, irmão na debilidade de todos os homens, um cristão como vocês. Orem para que seja o bispo e amigo de todos, de católicos e não católicos, dos que acreditam e dos que não acreditam mas que lutam contra as injustiças | ” |

.
Em sua ação pastoral gostava muito de visitar as pessoas e recomendava: 
| “ | Visitem as pessoas, que a barriga fique verde de tanto mate compartilhado, falem pouco e escutem muito para adentrar-se na alma do povo riojano. | ” |

Em maio de 1970, foi realizada a primeira das Jornadas de Pastoral, que reuniram um número considerável de sacerdotes, religiosas e leigos de todas as classes sociais. Dentre as conclusões dessas jornadas, destaca-se aquela que afirma que: 
| “ | [...] vive-se em La Rioja uma situação de injustiça e violência que constitui um pecado institucionalizado que degrada, escraviza e frustra a nosso povo em suas legítimas aspirações. | ” |

Estas jornadas mobilizaram religiosas/os e leigos em prol de uma igreja missionária, a serviço do povo e da libertação do homem, mas geraram críticas que afirmavam que eram ações de recrutamento e doutrinação, ações anti-governamentais animadas por "tercermundistas" e comunistas, com inequívocos fins políticos. Como resultado dessa ação pastoral, foram criados sindicatos, cooperativas, centros vicinais, agrupamentos de bairros para a construção de moradias, provisão de água potável, luz elétrica etc.

Em 1973, o Papa Paulo VI encaminhou Dom Vicente Zazpe, como bispo visitador para investigar algumas acusações contra Angelelli. Após os trabalhos, investigativos, Dom Vicente afirmou: 
| “ | Posso afirmar que a pastoral da Igreja riojana é a pastoral da Igreja universal. Não vim por minha própria iniciativa, enviaram-me; e quem me envia tem um nome concreto: Paulo VI, e as ordens são concretas como seu nome: pedir a confiança para com o Bispo, porque o Papa lhe tem confiança. O Bispo não quer nem pode servir ao povo desde uma ideologia. Aqui não o faz! [...] a não ser desde o Evangelho e em união com o Papa: aqui sim o faz! | ” |

Em 24 de março de 1976, ocorreu um Golpe Militar na Argentina. Em abril, Angelelli viajou para Buenos Aires, para pedir ao Ministro do Interior, General Albano Harguindeguy, a libertação do Padre Eduardo Ruiz. No dia 18 de julho desse ano, dois padres de sua diocese foram assassinados por agentes da Ditadura Militar na Argentina.
No dia 04 de agosto de 1976, Angelelli foi assassinado por agentes da Ditadura Militar na Argentina, por meio de um acidente automobilístico simulado. O fato ocorreu no mesmo dia no qual Angelelli celebrou o funeral dos dois padres de sua diocese que foram assassinados. O Fiat 125 Multicarga que era conduzido por Angelelli foi fechado por outro veículo, quando retornava de Chamical para a capital da Província de La Rioja, e capotou. Naquele veículo também existia uma pasta com informações sobre os assassinatos dos sacerdotes, que seria enviada ao Vaticano.
O padre Arturo Aído Pinto, que viajava junto com Angelelli, afirmou que, durante o trajeto, foram seguidos por um carro que logo lhes ultrapassou no caminho, provocando o acidente. Peregrino Fernández afirmou ao Grupo de Trabalho de Desaparições Forçadas de Pessoas, da Comissão de Direitos Humanos da Organização das Nações Unidas, que a pasta com toda a documentação que Angelelli havia recolhido sobre a morte dos padres e do leigo Wenceslao Pederne, apareceu, dias depois, no escritório do Ministro do Interior.
Em 2006, o Cardeal Jorge Bergoglio, que posteriormente seria o Papa Francisco, foi até La Rioja para presidir cerimônias que recordaram a morte de Angelelli. Na ocasião foi instaurada uma comissão de investigação eclesiástica do fato, encabeçada por Giaquinta. Desde a época do fato, alguns bispos como Miguel Hesayne, Jorge Novak e Jaime de Nevares sustentaram a tese da existência de homicídio qualificado, contra a versão da ditadura sobre o acidente.
Em 2010, uma investigação oficial foi aberta e concluiu que Angelelli foi vítima de um "acidente automobilístico provocado". Em novembro de 2011, Daniel Herrera Piedrabuena, juiz federal de La Rioja, aceitou a denúncia contra Jorge Rafael Videla, Luciano Benjamín Menéndez e Harguindeguy pelo crime.
O julgamento foi concluído em 04 de julho de 2014, com a condenação de Menéndez e Luis Estrella à prisão perpétua.
No dia 14 de maio de 2018, a comissão de teólogos da Congregação para as Causas dos Santos iniciou o trabalho que poderá resultar na beatificação de Dom Enrique Angelleli, Carlos de Dios Murias, Gabriel Longueville e Wenceslao Pedernera.
No dia 09 de junho de 2018, o Papa Francisco declarou como mártires: Dom Enrique Angelleli, Carlos de Dios Murias, Gabriel Longueville e Wenceslao Pedernera .

## Indícios do assassinato de Angelelli
Durante as investigações, ficou provado que:
1. a caminhonete conduzida por Angelelli foi fechada pela esquerda no momento em que ocorreu uma explosão;
2. o corpo de Angelelli foi encontrado a 25 metros do lugar em que parou a caminhonete, estendido com os pés juntos, com ambos os calcanhares com perda da pele sem nenhum indício de golpes ou contusões no resto do corpo, razão pela qual se infere que foi arrastado pelos autores do crime;
3. a caminhonete estava com um pneu vazio, cuja câmara tinha um corte de 13 centímetros, que não foi causado pela manobra, segundo perícia mecânica realizada.

Além disso, existe o testemunho de uma enfermeira que foi encarregada de limpar o corpo de Angelelli que, durante o procedimento, se surpreendeu com um orifício muito profundo na nuca do cadáver, mas que quando chamou atenção para o fato, foi coagida a se manter em silêncio por dois Oficiais das Forças Armadas, que a retiraram do local.